# Coleco
Coleco ou Coleco Industries (Connecticut Leather Company) foi uma companhia fundada em 1932 em West Hartford , em Connecticut por Maurice Greenberg. Inicialmente, era uma companhia que produzia couro para a indústria calçadista. Nos anos 60 a Coleco entrou para o mercado de piscinas plásticas, porém, é mais conhecida pelo seu videogame, o ColecoVision.

## História

### A entrada da Coleco na Guerra dos Videogames
O primeiro videogame da Coleco foi o Coleco Telstar, feito para competir com o Pong da Atari, porém, não fez muito sucesso. O Coleco Telstar tinha três variantes de Pong e tinha várias versões disponíveis no mercado.

### O lançamento do ColecoVision
Depois do fracasso do Coleco Telstar e do Gemini (um 'clone' do Atari 2600), a Coleco retornou com força total e lançou o ColecoVision em 1982, porém, o console não alcançou grande sucesso e a Coleco fez sucesso lançando jogos para o Mattel Intellivision.

### Telstar Classic(1976)
Foi o segundo da série Telstar, por dentro ele era igual ao seu antecessor (Coleco Telstar),porém,por fora ele tinha um visual luxuoso feito de madeira.

### Telstar Alpha(1976)
Foi o terceiro console da série Telstar da Coleco. Ele ainda tinha o mesmo chip dos dois modelos anteriores e ainda fazia apenas três sons diferentes, porém, vinha com um jogo novo além de Hockey,tennis,Handball (Jai-Alai,conhecido como squash).

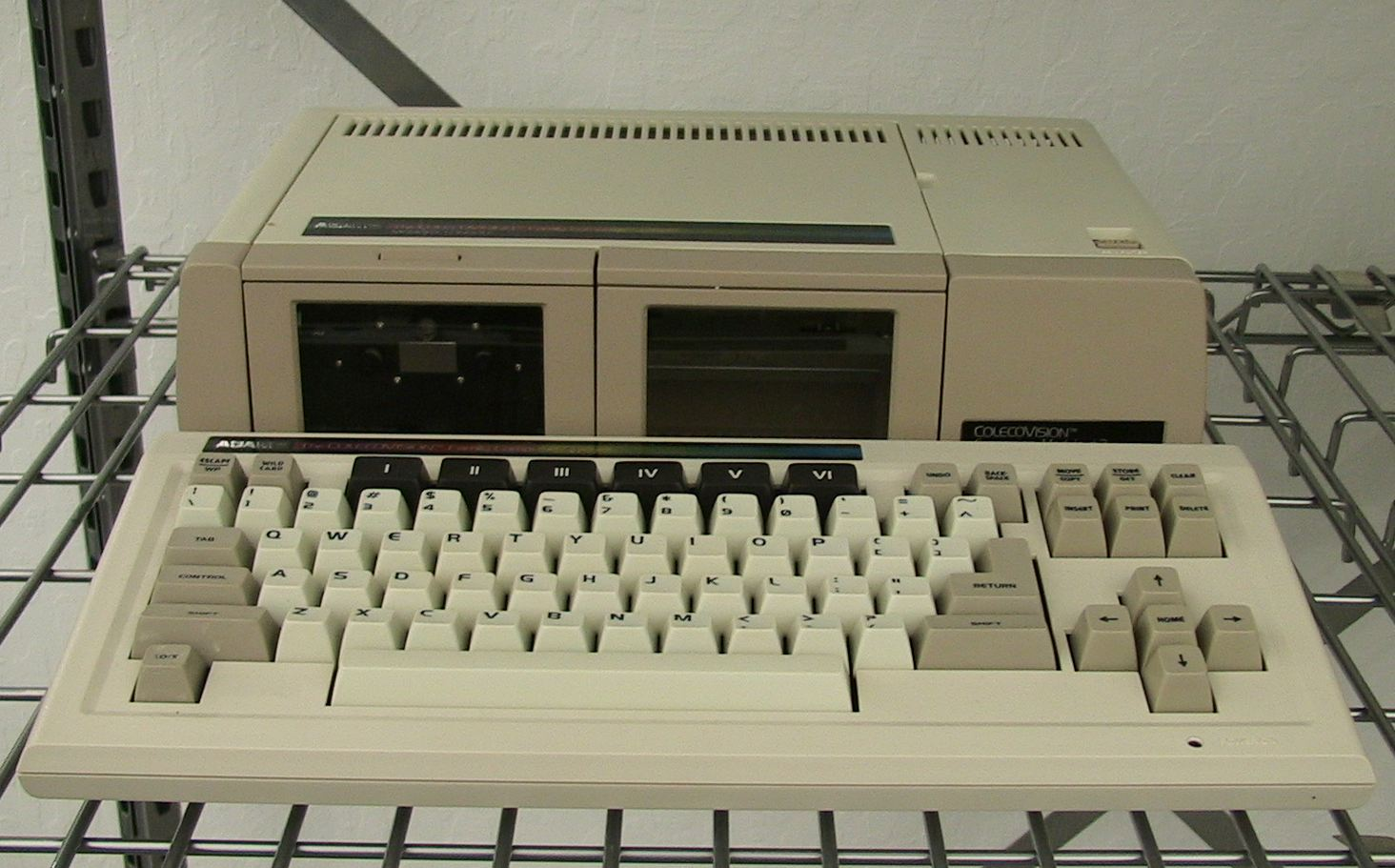
Coleco Adam

### ADAM, o computador que "matou" a Coleco
Em 1983, com o pequeno sucesso do ColecoVision a Coleco dá sua última cartada, lança a linha de computadores Adam. Os computadores venderam bem o estoque inicial, porém, quase todas as unidades vieram com defeitos fatais de fábrica. Além dos prejuízos de reembolso, desenvolvimento, correção dos erros das primeiras unidades, o Adam da Coleco ficou marcado como computador problemático e não vendeu mais nenhuma unidade. Com um rombo no orçamento e com o agravamento de seus problemas financeiros, a Coleco foi comprada em 1989 pela empresa de brinquedos Hasbro.
Em 2005, a River West Brands, empresa de revitalização de marca com sede em Chicago, reintroduziu a Coleco para o mercado. No final de 2006, eles introduziram o Coleco Sonic, um sistema portátil contendo vinte jogos de Master System e Game Gear.

Em dezembro de 2015, Coleco anunciou o desenvolvimento do Coleco Chameleon, um novo sistema de videogame baseado em cartucho (na realidade, um rebranding do console Retro VGS controverso, cuja campanha Indiegogo não conseguiu garantir o financiamento quando a sua campanha terminou no início de novembro de 2015, com apenas $ 63.546 levantou o objetivo de $ 1,95 milhões de dólares). No comunicado de imprensa, foi estabelecido que o sistema seria capaz de jogar jogos novos e clássicos nos estilos 8, 16 e 32 bits. O lançamento do sistema foi anunciado previsto para o início de 2016, junto com uma demonstração na Toy Fair New York, em fevereiro.